# Soeste
Die Soeste (sprich: Söhste) ist der linke Quellfluss der Jümme in Niedersachsen im Landkreis Cloppenburg.

## Verlauf
Die Soeste entspringt einer Mulde am Ostrand des Schullenmoors im Norden von Emstek. Sie fließt nördlich am Kernort vorbei und wird etwa 2 km westlich von der aus dem Ort kommen Emsteker Bäke verstärkt. In nordwestlicher Richtung erreicht sie den Stadtrand von Cloppenburg, das sie in südwestlicher Richtung durchquert. Dort führt sie bereits so viel Wasser, dass hier früher eine Wassermühle betrieben werden konnte, was der Name „Mühlenstraße“ in der Cloppenburger Innenstadt belegt. Über zwei weitere ehemalige Mühlenstandorte, Stedingsmühlen und Neumühlen, fließt die Soeste in die Thülsfelder Talsperre, die in den 1920er Jahren erbaut wurde. Kurz danach verlässt sie den Geestbereich und fließt durch Friesoythe bis Kampe, wo von rechts ihr größter Nebenfluss kommt, die Lahe. Einen halben Kilometer danach wird sie mit einem Düker unter dem Küstenkanal hindurchgeleitet. Bald darauf beginnt der Einfluss der Gezeiten. Weiter mit nordwestlicher Fließrichtung passiert die Soeste den westlichen Ortsrand von Harkebrügge und erreicht schließlich Barßel, dessen alten Ortskern sie südwestlich umfließt. Auf dem letzten Kilometer nach dem dortigen Bootshafen ist sie etwas aufgeweitet und wird hier wohl auch „Zandersee“ genannt.
Dort an der Mündung ins Nordloh-Barßeler Tief, welches erst 3,2 km stromaufwärts aus dem Aue-Godensholter Tief und dem Nordloher Kanal entsteht, weichen heute namentliche und hydrografische Definition voneinander ab: Namentlich endet hier die Soeste. Hydrografisch (Gewässerkennzahl 388) setzt sie sich in den unteren Teil des Tiefs fort und wird 4,7 km weiter zur Jümme. Noch in amtlichen Karten der 1980er Jahre wurde auch zwischen dem Nordloher Tief östlich des Zusammenflusses mit der Soeste und dem Barßeler Tief westlich des Zusammenflusses unterschieden.

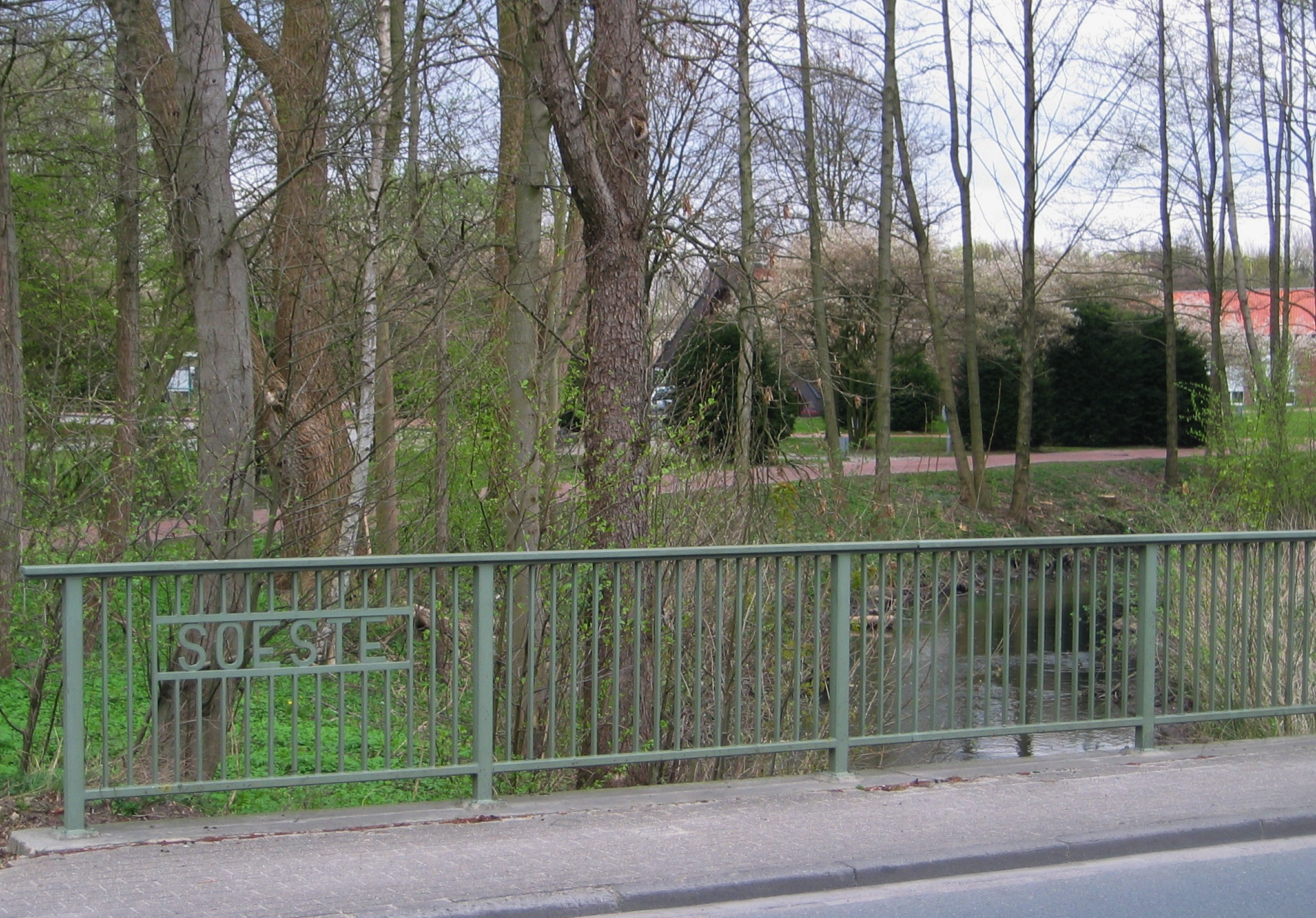
Die Soeste in Cloppenburg
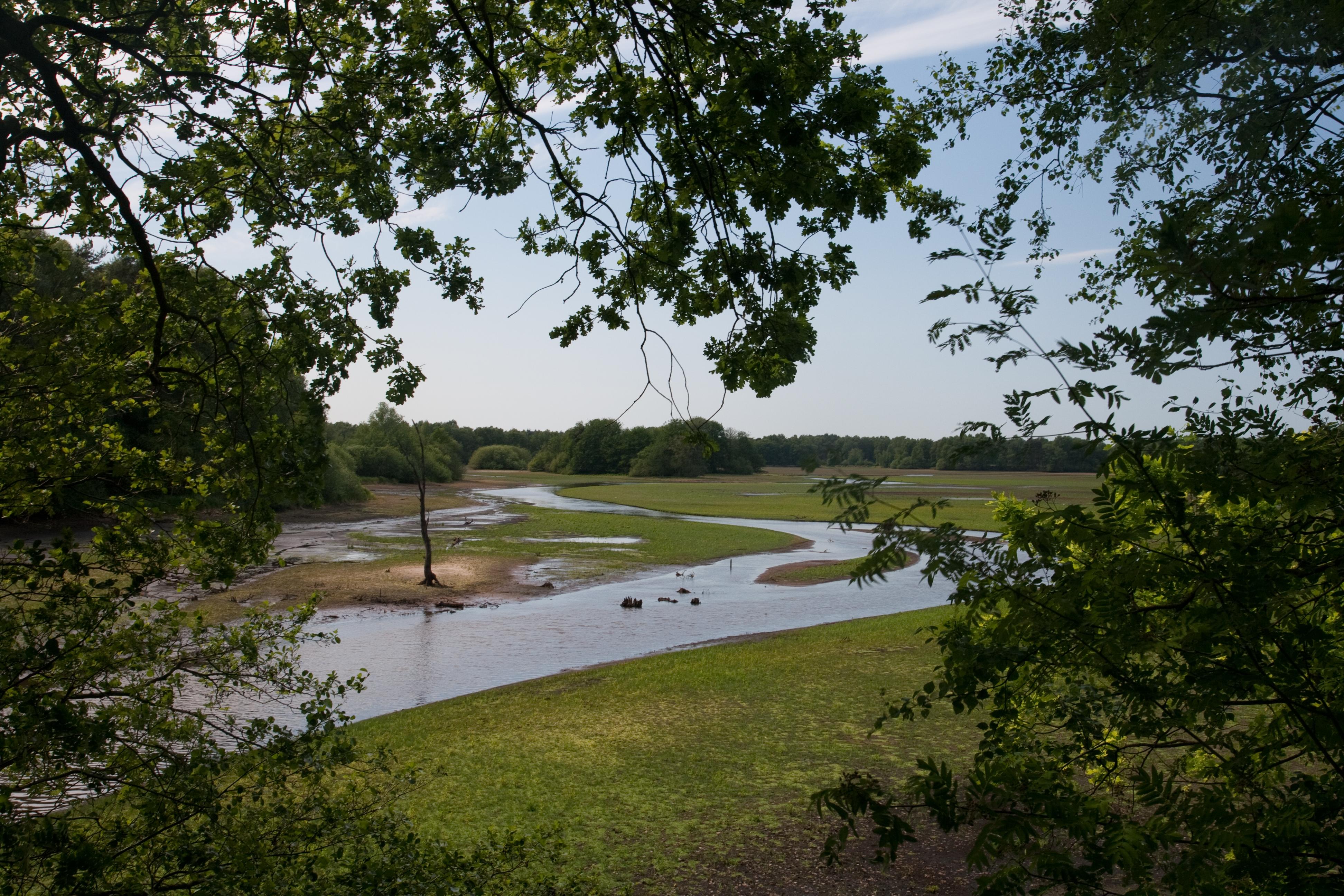
Einlauf der Soeste in die Thülsfelder Talsperre
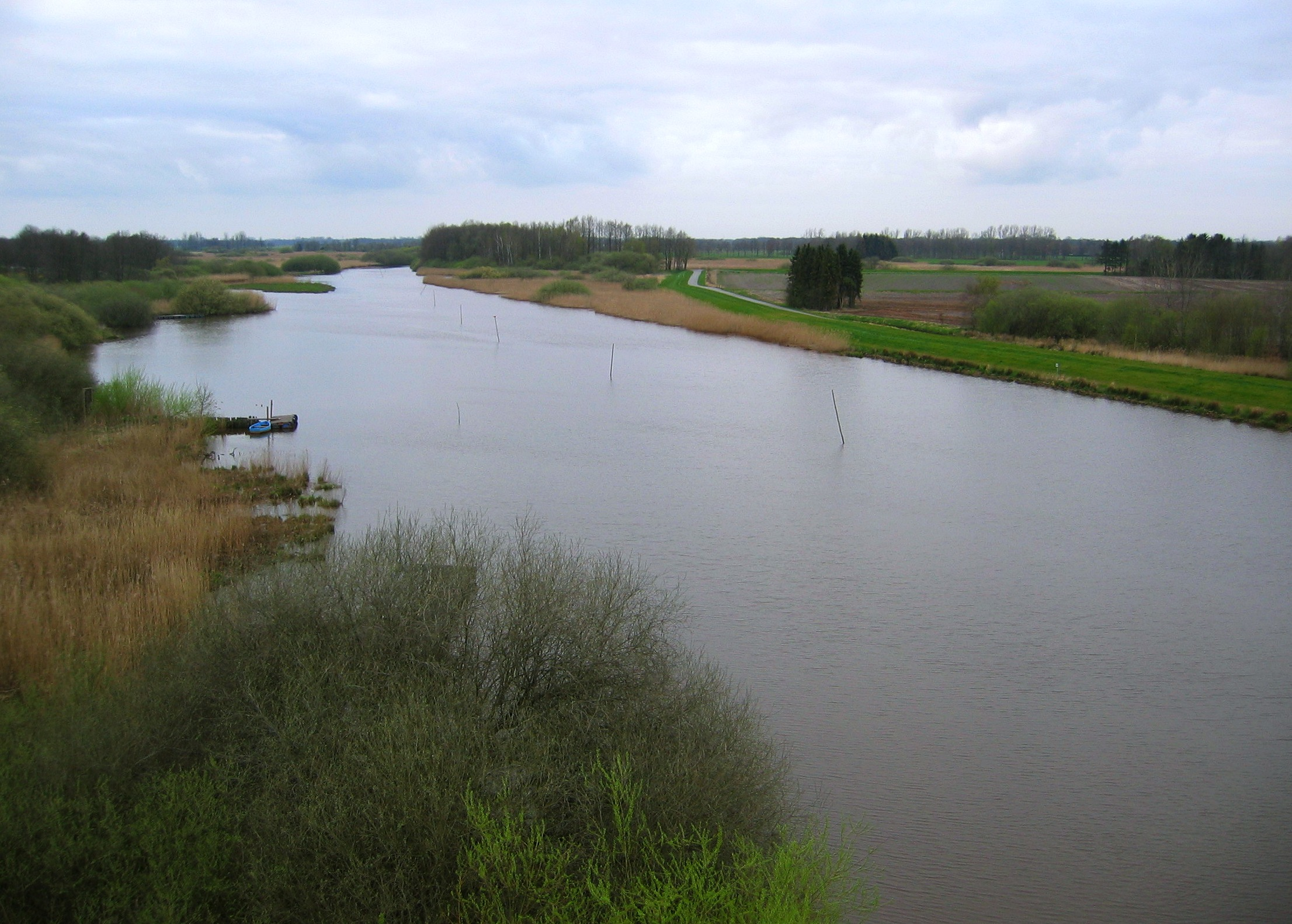
Die Soeste in Barßel